# Alalgar
Alalgar (griechisch Alaparos) war in der sumerischen Königsliste der Name des zweiten vorsintflutlich-göttlichen Königs von Eridu (heute Abu Schahrein im Irak). Seine Regierungszeit betrug gemäß WB 62 20 SAR (72.000 göttliche Jahre). In anderen Auflistungen sind teilweise andere Regierungslängen angegeben. Berossos nennt für Alalgar als „Alaparos“ eine Herrscherzeit von 10.800 göttlichen Jahren.
Ob es sich bei ihm um eine historische oder legendäre Gestalt handelt, ist umstritten. In den sumerischen Mythen ist er der zweite König von Sumer. Sofern es sich bei ihm um eine historische Gestalt handelt, so ist seine Regierungszeit sicher vor 2900 v. Chr. anzusetzen.